# E.T. the Extra-Terrestrial (soundtrack)
E.T. the Extra-Terrestrial is de originele soundtrack van de film met dezelfde naam, en werd gecomponeerd door John Williams. Het album werd in meerdere variaties uitgebracht. De eerste versie werd in 1982, destijds rond het uitbrengen van de film uitgebracht door RCA Records. Het album kwam in februari 1983 in de Nederlandse Album Top 100 en stond daar 5 weken in met hoogste notering, plaats 23. De filmmuziek van het album won ook in 1983 onder meer een Oscar en een Golden Globe.

## Musici
- David Newman - Viool
- Jim Self - Tuba
- James Thather - Hoorn

## Nummers
De eerste album-versie uit 1982.
| Nr. | Titel                                | Duur  |
| --- | ------------------------------------ | ----- |
| 1   | Three Million Light Years From Earth | 2:57  |
| 2   | Abandoned And Pursued                | 2:58  |
| 3   | E.T. And Me                          | 4:49  |
| 4   | E.T.'s Halloween                     | 4:07  |
| 5   | Flying                               | 3:20  |
| 6   | E.T. Phone Home                      | 4:18  |
| 7   | Over The Moon                        | 2:06  |
| 8   | Adventure On Earth                   | 15:06 |

Het album uit 1996.
| Nr. | Titel                           | Duur  |
| --- | ------------------------------- | ----- |
| 1   | Far From Home / E.T. Alone      | 6:49  |
| 2   | Bait For E.T.                   | 1:43  |
| 3   | The Beginning Of A Friendship   | 2:50  |
| 4   | Toys                            | 3:11  |
| 5   | I'm Keeping Him                 | 2:19  |
| 6   | E.T.'s Powers                   | 2:42  |
| 7   | E.T. And Elliott Get Drunk      | 2:53  |
| 8   | Frogs                           | 2:10  |
| 9   | At Home                         | 5:37  |
| 10  | The Magic Of Halloween          | 2:53  |
| 11  | Sending The Signal              | 3:57  |
| 12  | Searching For E.T.              | 4:16  |
| 13  | Invading Elliott's House        | 2:22  |
| 14  | E.T. Is Dying                   | 2:17  |
| 15  | Losing E.T.                     | 2:00  |
| 16  | E.T. Is Alive!                  | 4:18  |
| 17  | Escape / Chase / Saying Goodbye | 15:04 |
| 18  | End Credits                     | 3:51  |

## Hitnoteringen

### NPO Klassiek Filmmuziek Top 200
| E.T. the Extra-Terrestrial in de NPO Klassiek Filmmuziek Top 200 | E.T. the Extra-Terrestrial in de NPO Klassiek Filmmuziek Top 200 | E.T. the Extra-Terrestrial in de NPO Klassiek Filmmuziek Top 200 | E.T. the Extra-Terrestrial in de NPO Klassiek Filmmuziek Top 200 | E.T. the Extra-Terrestrial in de NPO Klassiek Filmmuziek Top 200 | E.T. the Extra-Terrestrial in de NPO Klassiek Filmmuziek Top 200 | E.T. the Extra-Terrestrial in de NPO Klassiek Filmmuziek Top 200 | E.T. the Extra-Terrestrial in de NPO Klassiek Filmmuziek Top 200 |
| Jaar                                                             | 2019                                                             | 2020                                                             | 2021                                                             | 2022                                                             | 2023                                                             | 2024                                                             | 2025                                                             |
| ---------------------------------------------------------------- | ---------------------------------------------------------------- | ---------------------------------------------------------------- | ---------------------------------------------------------------- | ---------------------------------------------------------------- | ---------------------------------------------------------------- | ---------------------------------------------------------------- | ---------------------------------------------------------------- |
| Positie                                                          | 25                                                               | 31                                                               | 39                                                               | 25                                                               | 25                                                               | 28                                                               | 36                                                               |